# Mistrzostwa Świata w Kolarstwie Torowym 1947
44. Mistrzostwa Świata w Kolarstwie Torowym 1947 odbyły się w stolicy Francji – Paryżu. Rozegrano pięć konkurencji: sprint zawodowców i amatorów, wyścig na dochodzenie zawodowców i amatorów oraz wyścig ze startu zatrzymanego zawodowców.

## Medaliści

### Mężczyźni
| Konkurencja                                   | Złoto             | Srebro                | Brąz                |
| --------------------------------------------- | ----------------- | --------------------- | ------------------- |
| Sprint indywidualny amatorów                  | Reg Harris        | Cor Bijster           | Henri Sensever      |
| Wyścig indywidualny na dochodzenie amatorów   | Arnaldo Benfenati | Atilio François       | Knud Andersen       |
| Sprint indywidualny zawodowców                | Jef Scherens      | Louis Gérardin        | Georges Senfftleben |
| Wyścig indywidualny na dochodzenie zawodowców | Fausto Coppi      | Antonio Bevilacqua    | Hugo Koblet         |
| Wyścig ze startu zatrzymanego zawodowców      | Raoul Lesueur     | Jean-Jacques Lamboley | Jan Pronk           |

## Klasyfikacja medalowa
| Miejsce | Państwo         |   |   |   | Razem |
| ------- | --------------- | - | - | - | ----- |
| 1.      | Włochy          | 2 | 1 | 0 | 3     |
| 2.      | Francja         | 1 | 2 | 2 | 5     |
| 3.      | Belgia          | 1 | 0 | 0 | 1     |
|         | Wielka Brytania | 1 | 0 | 0 | 1     |
| 5.      | Urugwaj         | 0 | 1 | 0 | 1     |
| 6.      | Holandia        | 0 | 1 | 1 | 2     |
| 6.      | Dania           | 0 | 0 | 1 | 1     |
|         | Szwajcaria      | 0 | 0 | 1 | 1     |